# Oshkosh (Nebraska)
Oshkosh é uma cidade localizada no estado americano de Nebraska, no Condado de Garden.

## Demografia
Segundo o censo americano de 2000, a sua população era de 887 habitantes.
Em 2006, foi estimada uma população de 762, um decréscimo de 125 (-14.1%).

## Geografia
De acordo com o United States Census Bureau, a localidade tem uma área de 1,7 km², sem área coberta por água. Oshkosh localiza-se a aproximadamente 1033 m acima do nível do mar.

## Localidades na vizinhança
O diagrama seguinte representa as localidades num raio de 40 km ao redor de Oshkosh.